# Rallye USA

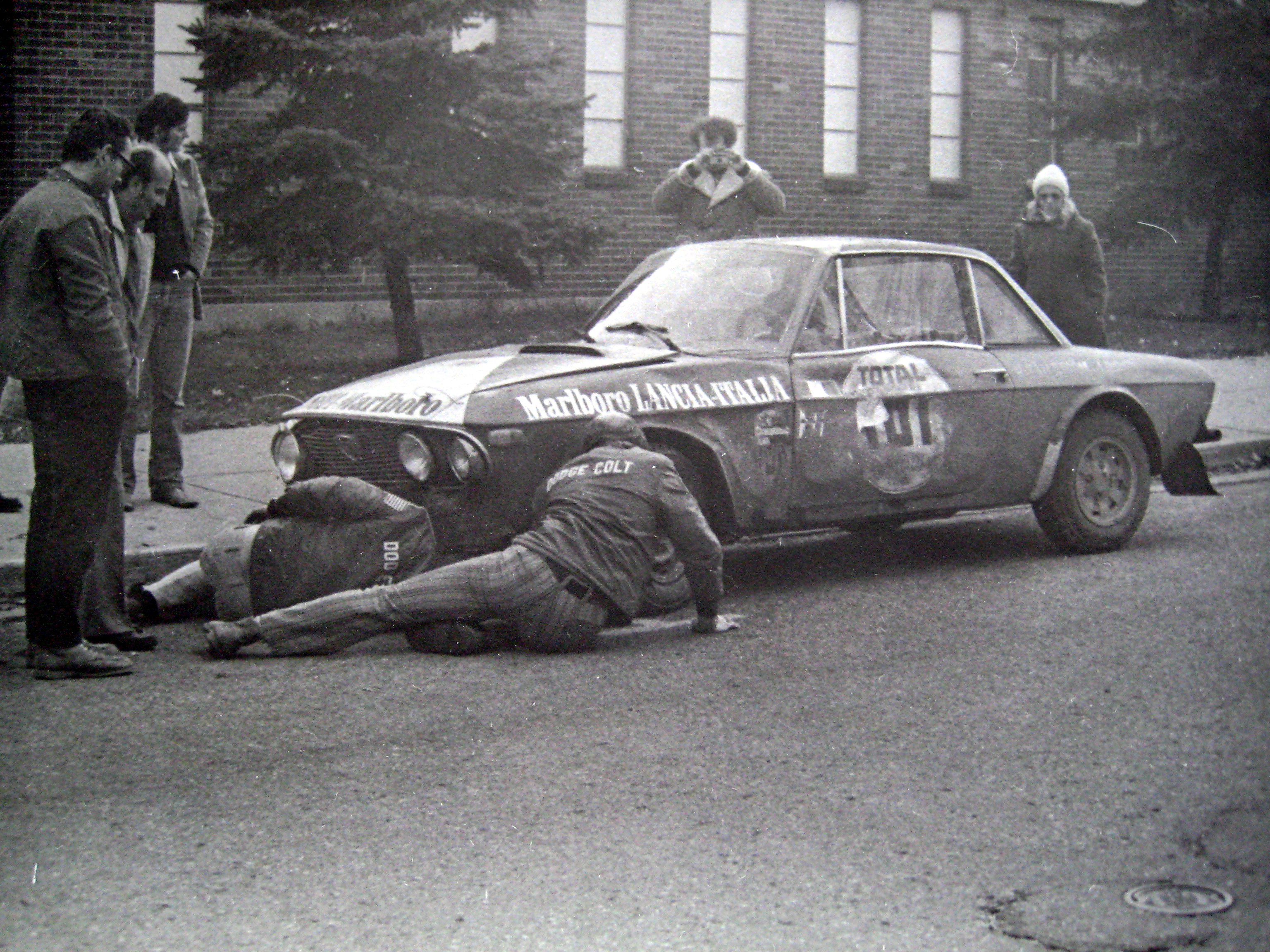
Der Lancia Fulvia 1.6 Coupé HF des Lancia-Werksteamfahrers Harry Källström bei der Rallye Press-on-Regardless 1972. Källströms Beifahrer bei dieser Veranstaltung war John Davenport. Die beiden schieden nach einem Unfall aus.

Die Rallye USA wurde im Rahmen der Rallye-Weltmeisterschaft bisher fünfmal ausgetragen. Zwei Austragungen erfolgten im Rahmen der Press-on-Regardless-Rally im Großraum Detroit und drei Austragungen bei der Olympus Rally im Bundesstaat Washington.

## Press-on-Regardless-Rally
Die Press-on-Regardless-Rally wurde in den Jahren 1973 und 1974 als Lauf zur FIA-Rallye-Weltmeisterschaft gezählt. In früheren und späteren Jahren zählte die Rallye zur nationalen Meisterschaft. Seit 1994 wird die Rallye als Lake Superior Pro Rally fortgeführt.

### Gewinner
| Jahr | Rallye          | Fahrer           | Co-Pilot             | Auto                       |
| ---- | --------------- | ---------------- | -------------------- | -------------------------- |
| 1974 | Rallye USA 1974 | Jean-Luc Thérier | Christian Delferrier | Renault 17 Gordini         |
| 1973 | Rallye USA 1973 | Walter Boyce     | Doug Woods           | Toyota Corolla Levin TE 27 |

## Olympus Rally
Die Olympus Rally wurde in den Jahren 1986, 1987 und 1988 als Lauf zur FIA-Rallye-Weltmeisterschaft gezählt. In früheren und späteren Jahren zählte die Rallye zur nationalen Meisterschaft.

### Austragungsort
Die Rallye-Weltmeisterschaftsläufe wurden jeweils im Nordwesten in den USA gefahren rund um die Stadt Tacoma.

### Geschichte

#### 1985 / 1986
Nachdem die Rallye 1985 den Status der «World Championship Prototype» hatte, die Hannu Mikkola und Arne Hertz mit einem Gruppe B Audi Quattro S1 gewannen, wurde die Rallye 1986 zum ersten Mal als Rallye-Weltmeisterschaftslauf gewertet. Markku Alén und Ilkka Kivimäki siegten bei der Rallye USA im Jahr 1986 mit einem Lancia Delta S4.

#### 1987
Topteams wie Nissan, Toyota, Lancia, Mazda und Suzuki bestritten die Rallye USA. Auch 1987 war Lancia siegreich und belegte die ersten drei Ränge mit Juha Kankkunen, Miki Biasion und Markku Alén.

#### 1988
Miki Biasion gewann den vierten und letzten Rallye-Weltmeisterschaftslauf in den USA 1988. Sein Teamkollege Alessandro Fiorio belegte den zweiten Rang. John Buffum wurde dritter mit einem Audi Coupé Quattro.

### Gesamtsieger
| Jahr        | Rallye                          | Fahrer            | Co-Pilot                | Auto                       |
| ----------- | ------------------------------- | ----------------- | ----------------------- | -------------------------- |
| 19731       | 01. Olympus Rally               | Gene Henderson    | Ken Pogue               | AMC Jeep                   |
| 19741       | 02. Olympus Rally               | Gene Henderson    | Ken Pogue               | AMC Jeep                   |
| 19751       | 03. Olympus Rally               | John Buffum       | "Vicki"                 | Ford Escort RS 1600 MKI    |
| 19761       | 04. Olympus Rally               | John Buffum       | "Vicki"                 | Porsche 911 Carrera RS     |
| 19771       | 05. Olympus Rally               | Ron Richardson    | Ray Hocker              | Plymouth Arrow             |
| 19781       | 06. Olympus Rally               | John Buffum       | Doug E.Shepherd         | Triumph TR7                |
| 19791       | 07. Olympus Rally               | Hendrik Blok      | Damon Trimble           | Plymouth Arrow             |
| 19801       | 08. Olympus Pro Rally           | Rod Millen        | David Weiman            | Mazda RX-7                 |
| 19811       | 09. Olympus Pro Rally           | Rod Millen        | Bob Kraushaar           | Mazda RX-7                 |
| 19821       | 10. Olympus Pro Rally           | John Buffum       | Doug E.Shepherd         | Audi Quattro               |
| 19831       | 11. Olympus Pro Rally           | Rod Millen        | Russ Dale Kraushaar     | Mazda RX-7 4WD             |
| 19841       | 12. Olympus International Rally | Rod Millen        | Russ Dale Kraushaar     | Mazda RX-7 4WD             |
| 19851       | 13. Olympus Rally               | Hannu Mikkola     | Arne Hertz              | Audi Sport Quattro E2      |
| 1986        | 14. Olympus Rally               | Markku Alén       | Ilkka Kivimäki          | Lancia Delta S4            |
| 1987        | 15. Olympus Rally               | Juha Kankkunen    | Juha Piironen           | Lancia Delta HF 4WD        |
| 1988        | 16. Olympus Rally               | Miki Biasion      | Tiziano Siviero         | Lancia Delta Integrale     |
| 1989 – 2005 | nicht ausgetragen               | nicht ausgetragen | nicht ausgetragen       | nicht ausgetragen          |
| 20061       | 17. Olympus International Rally | Wyeth Gubelmann   | Cynthia Krolikowski     | Subaru Impreza WRX STi     |
| 20071       | 18. Olympus Rally               | Ramana Lagemann   | Mark Williams           | Mitsubishi Lancer Evo VIII |
| 20081       | 19. Olympus Rally               | Ken Block         | Alessandro Gelsomino    | Subaru Impreza STi N12     |
| 20091       | 20. Olympus Rally               | Travis Pastrana   | Björn Christian Edström | Subaru Impreza STi N14     |
| 20101       | 21. Olympus Rally               | Travis Pastrana   | Björn Christian Edström | Subaru Impreza STi N14     |
| 20111       | 22. Olympus Rally               | David Higgins     | Alessandro Gelsomino    | Subaru Impreza WRX STi     |
| 20121       | 23. Olympus Rally               | Ken Block         | Alessandro Gelsomino    | Ford Fiesta RS Open        |
| 2013        | nicht ausgetragen               | nicht ausgetragen | nicht ausgetragen       | nicht ausgetragen          |
| 20141       | 24. Olympus Rally               | Hardy Schmidtke   | Chris Kremer            | Mitsubishi Lancer Evo VIII |
| 20151       | 25. Olympus Rally               | David Higgins     | Alessandro Gelsomino    | Subaru Impreza WRX Sti     |
| 20161       | 26. Olympus Rally               | David Higgins     | Alessandro Gelsomino    | Subaru Impreza WRX Sti     |
| 20171       | 27. Olympus Rally               | David Higgins     | Alessandro Gelsomino    | Subaru Impreza WRX Sti     |
| 20181       | 28. Olympus Rally               | Patrik Sandell    | Per Almkvist            | Subaru Impreza WRX Sti     |

1 kein WM-Status